# Ramón Buxarrais Ventura
Ramón Buxarrais Ventura (Santa Perpetua de Moguda, 12 dicembre 1929) è un vescovo cattolico spagnolo, dall'11 settembre 1991 vescovo emerito di Malaga.

## Biografia
Ramón Buxarrais Ventura nacque a Santa Perpetua de Moguda il 12 dicembre 1929 ed è il più giovane di quattro fratelli.

### Formazione e ministero sacerdotale
All'età di dodici anni entrò nel seminario conciliare di Barcellona. Conseguì la laurea in teologia alla Facoltà di Teologia di Sant Cugat del Vallés.
Il 17 dicembre 1955 fu ordinato presbitero. In seguito fu vicario coadiutore della parrocchia di San Pio X a Barcellona e poi a Lliçà d'Amunt della quale nel 1957 fu anche reggente.
Nel 1959 fu inviato nell'arcidiocesi di Antofagasta in Cile, dove prestò servizio come vice cancelliere arcivescovile; direttore dell'Istituto "Obispo Silva Lezaeta"; vicario coadiutore di Calama, nella zona mineraria settentrionale del paese, e cappellano della prigione della stessa città. Dal 1962 fu parroco della parrocchia del Buon Pastore ad Antofagasta, vicario generale per la pastorale, amministratore apostolico della prelatura territoriale di Calama e allo stesso tempo parroco della parrocchia di San Giovanni Battista.
Nel 1967 entrò nel monastero trappista di Nuestra Señora de Azul in Argentina, ma una malattia gli impedì di sviluppare la sua vocazione cistercense.
Ritornò a Barcellona e durante la convalescenza collaborò nella parrocchia di Llinars del Vallès. Nello stesso periodo riprese gli studi teologici presso la Facoltà di Teologia di Sant Cugat del Vallés.
Nel 1969 venne nominato vicario economo della parrocchia di Santo Stefano a Granollers e poco dopo fu eletto arciprete della zona.

### Ministero episcopale
Il 16 agosto 1971 papa Paolo VI lo nominò vescovo di Zamora. Ricevette l'ordinazione episcopale il 3 ottobre successivo dall'arcivescovo Luigi Dadaglio, nunzio apostolico in Spagna, co-consacranti l'arcivescovo metropolita di Valladolid Felix Romero Menjibar e l'arcivescovo di Barcellona Marcelo González Martín.
Il 13 aprile 1973 lo stesso papa Paolo VI lo nominò vescovo di Malaga.
Del suo episcopato a Malaga spiccano: la creazione del Centro teologico diocesano per la formazione dei seminaristi della diocesi, oggi convertito nell'Istituto superiore di scienze religiose "San Paolo"; i lavori di restauro del patrimonio artistico della diocesi nonché l'organizzazione del Museo diocesano di arte sacra e l'apertura al pubblico degli archivi diocesani; la vendita di proprietà ecclesiastiche e l'utilizzo dei fondi ottenuti per concedere prestiti senza interessi alle cooperative; le critiche condotte attraverso i mezzi di comunicazione verso banchieri, giornalisti e politici, nonché la critica dei festeggiamenti di Marbella che definì "provocatori e umilianti".
L'11 settembre 1991 papa Giovanni Paolo II accettò la sua rinuncia al governo pastorale della diocesi per motivi di salute. Soffriva di affaticamento fisico e altri problemi personali. A partire da questa data, si stabilì a Melilla, dove prestò servizio come cappellano del centro di cura "La Gota de Leche" delle Figlie della Carità e fu responsabile della pastorale nel centro penitenziario della città, nonché consigliere di Voluntariado de Prisiones, un'organizzazione da lui stesso fondata. Diede origine anche l'ONG Iniciativas Sociales de Nador (INSONA), per la promozione culturale delle donne e dei giovani della città sulla costa marocchina.
In seno alla Conferenza episcopale fu membro delle commissioni per le missioni dal 1972 al 1978, per il clero dal 1978 al 1981 e dal 1984 al 1990 e per i mezzi di comunicazione sociale dal 1981 al 1987.
È membro effettivo dell'Accademia reale di belle arti "San Telmo".
Nel 2005 la direzione generale delle istituzioni penitenziarie gli assegnò la medaglia d'argento al merito sociale.
Su proposta della parrocchia di San Ramon Nonato a Malaga, nel 2004 il consiglio comunale gli intitolò una strada nel quartiere Cortijo Alto.

## Opere
- Cartas a Valerio (1992)
- Buxarrais: Confesiones de un obispo que no quiso serlo (1992)
- Elisenda, vocación de ser raíz (1993)
- Las siete palabras de Ramón Buxarrais (1995)
- Leer la vida. Cosas de niños, ancianos y presos (1995)
- Desde lo oscuro al alba. Sonetos para orar (prólogo y comentarios a cada poema) (1996)
- La osadía de un hombre débil

## Genealogia episcopale
La genealogia episcopale è:
- Cardinale Scipione Rebiba
- Cardinale Giulio Antonio Santori
- Cardinale Girolamo Bernerio, O.P.
- Arcivescovo Galeazzo Sanvitale
- Cardinale Ludovico Ludovisi
- Cardinale Luigi Caetani
- Cardinale Ulderico Carpegna
- Cardinale Paluzzo Paluzzi Altieri degli Albertoni
- Papa Benedetto XIII
- Papa Benedetto XIV
- Papa Clemente XIII
- Cardinale Marcantonio Colonna
- Cardinale Giacinto Sigismondo Gerdil, B.
- Cardinale Giulio Maria della Somaglia
- Cardinale Carlo Odescalchi, S.I.
- Cardinale Costantino Patrizi Naro
- Cardinale Lucido Maria Parocchi
- Papa Pio X
- Cardinale Gaetano De Lai
- Cardinale Raffaele Carlo Rossi, O.C.D.
- Cardinale Amleto Giovanni Cicognani
- Cardinale Luigi Dadaglio
- Vescovo Ramón Buxarrais Ventura